# Fe-Male
Fe-Male – czwarty album polskiej piosenkarki popowej, Kasi Cerekwickiej, którego premiera odbyła się 31 maja 2010 roku. Płytę promowały single „Wszystko czego chcę od ciebie” oraz „Książę”. Piosenka „Wszystko czego chcę od ciebie” wykorzystana została w serialu Majka. Teksty piosenek napisała Kasia Cerekwicka, a muzykę Piotr Siejka.
W lipcu 2010 roku pochodząca z płyty kompozycja „Wszystko czego chcę od ciebie” została nominowana do nagrody Superjedynki w kategorii „Przebój Roku”.

## Lista utworów
1. Kiedy w sercu miłość (sł. Kasia Cerekwicka muz. Piotr Siejka) – 3:46
2. Wszystko czego chcę od ciebie (sł. Kasia Cerekwicka muz. Piotr Siejka) – 4:02
3. Książę (sł. Kasia Cerekwicka muz. Piotr Siejka) – 3:29
4. Ballada o miłości (sł. Kasia Cerekwicka muz. Piotr Siejka) – 4:35
5. Siłaczka (sł. Kasia Cerekwicka muz. Piotr Siejka) – 3:44
6. Pytanie bez odpowiedzi (sł. Kasia Cerekwicka muz. Piotr Siejka) - 3:53
7. Singiel-K (sł. Kasia Cerekwicka muz. Piotr Siejka) – 4:04
8. Jak cudownie (sł. Kasia Cerekwicka muz. Piotr Siejka) – 4:40
9. Szukamy siebie (sł. Kasia Cerekwicka muz. Piotr Siejka) - 3:40
10. Finał (sł. Kasia Cerekwicka muz. Piotr Siejka) – 3:46

Bonus
1. Żyj intensywnie (sł. Kasia Cerekwicka muz. Piotr Siejka) - 3:49

## Pozycje na listach
| Lista | Kraj   | Pozycja |
| ----- | ------ | ------- |
| OLiS  | Polska | 11      |